# Richard Machowicz
Richard John "Mack" Machowicz (30 de mayo de 1965 en Detroit, Michigan - 2 de enero de 2017 en Pearland, Texas) fue un presentador de televisión estadounidense y SEAL de la Armada en su país. Fue el presentador del programa de Discovery Channel y Military Channel Future Weapons (Armas del futuro). También fue miembro de la serie de Spike Deadliest Warrior.
El 2 de enero de 2017, a la edad de 51 años, Machowicz murió de cáncer cerebral en Pearland, Texas.

## Filmografía
- Pensacola: Wings of Gold (1998; 1 episodio)
- The Gift (2005; presentador)
- Future Weapons (30 episodes, 2005-08; presentador y productor)
- Rome Is Burning (1 episodio, 2008)
- Gamer (2009) como "Blue Soldier"
- America: The Story of Us (6 episodios, 2010)
- Deadliest Warrior (10 episodios, 2011; presentador)
- Mankind: The Story of All of Us (12 episodes 2012)